# Möte med Hasse
Möte med Hasse är en svensk dokumentärfilm från 1993 gjord av Jannike Åhlund och Gunnar Carlsson. Filmen är 63 minuter lång och visades på Göteborgs filmfestival 1993 då man hade ett Hasse Ekman-retrospektiv. Den visades första gången på TV 6 februari 1993, i anslutning till sändningar från filmfestivalen.
I filmen pratar Ekman, Åhlund och Carlsson om Ekmans filmkarriär, filmer, kollegor, samarbeten, arbetsklimat, inspirationskällor och förebilder, med återblickar på till exempel filmen Flicka och hyacinter, men även på Ekmans insatser inom filmmusik som med Regntunga skyar.
I samband med dokumentären och filmfestivalen kom även En liten bok om Hasse: Hasse Ekman som filmregissör till, i samarbete mellan Åhlund och Leif Furhammar.
Dokumentären finns utgiven som extramaterial på dvd:n med Flicka och hyacinter. 